# 2002년 7월
| 2002년: 1월 · 2월 · 3월 · 4월 · 5월 · 6월 · 7월 · 8월 · 9월 · 10월 · 11월 · 12월 |

| <          | 2002년 7월  | 2002년 7월 | 2002년 7월  | 2002년 7월 | 2002년 7월 | >          |
| 일         | 월          | 화         | 수          | 목         | 금         | 토         |
|            | 1 5.21 경오 | 2 22 신미  | 3 23 임신   | 4 24 계유  | 5 25 갑술  | 6 26 을해  |
| 7 27 병자  | 8 28 정축   | 9 29 무인  | 10 6.1 기묘 | 11 2 경진  | 12 3 신사  | 13 4 임오  |
| 14 5 계미  | 15 6 갑신   | 16 7 을유  | 17 8 병술   | 18 9 정해  | 19 10 무자 | 20 11 기축 |
| 21 12 경인 | 22 13 신묘  | 23 14 임진 | 24 15 계사  | 25 16 갑오 | 26 17 을미 | 27 18 병신 |
| 28 19 정유 | 29 20 무술  | 30 21 기해 | 31 22 경자  |            |            |            |

| 편집하기 |

## 2002년7월 22일
- 일본 축구 국가대표팀 새로운 사령탑으로 브라질 출신의 지쿠가 선임되었다.